# Erkan Can
Erkan Can född den 1 januari 1958 i Bursa, Turkiet, är en turkisk skådespelare.

## Filmografi
- 2012 Toprağın Çocukları
- 2012 Lögnen (Son)
- 2011 Üsküdar'a Giderken
- 2010 Fasulye
- 2009 7 Kocalı Hürmüz
- 2009 Kapalıçarşı
- 2009 Siyah Beyaz
- 2008 Kara Köpekler Havlarken
- 2008 Düğün Şarkıcısı
- 2007 Bıçak Sırtı
- 2007 Takva
- 2006 Yaşamın Kıyısında
- 2006 Kader
- 2006 Fırtına
- 2005 Pamuk Prenses 2
- 2005 Kapıları Açmak
- 2005 O Şimdi Mahkum
- 2005 Anlat İstanbul
- 2004 Yazı Tura
- 2002 Azad
- 2001 Vizontele
- 2000 Dar Alanda Kısa Paslaşmalar
- 1998 Gemide
- 1998 Bana Old and Wise'ı Çal
- 1995 Sokaktaki Adam
- 1993 Yalancı
- 1992 Mahallenin Muhtarları
- 1989 Gençler
- 1986 Davacı